# Alix Comte
Alix Comte est un ingénieur du son français. 

## Filmographie partielle
Courts métrages
- 1970 : Au champ de vapeur de Louis Roger
- 1974 : Le Dormeur de Pascal Aubier
- 1974 : Les Noms du pères de Geneviève Hervé
- 1975 : La Mort du rat de Pascal Aubier

Longs métrages
- 1973 : Bel ordure de Jean Marbœuf
- 1975 : Quand la ville s'éveille de Pierre Grasset
- 1975 : Le Chant du départ de Pascal Aubier
- 1975 : Dialogue  d'exilés de Raoul Ruiz
- 1977 : Le Regard de Marcel Hanoun
- 1978 : Dora et la lanterne magique de Pascal Kané
- 1978 : Molière d'Ariane Mnouchkine
- 1979 : Rue du pied de grue de Jacques Grand-Jouan
- 1980 : Ma chérie de Charlotte Dubreuil
- 1980 : Les Jeux de la comtesse Dolingen de Gratz de Catherine Binet
- 1980 : Fernand de René Féret
- 1980 : L'Enfant-roi de René Féret
- 1982 : La Côte d'amour de Charlotte Dubreuil
- 1983 : Itinéraire bis de Christian Drillaud
- 1984 : Hurlevent de Jacques Rivette
- 1985 : Nasdine Hodja au pays du business de Jean-Patrick Lebel
- 1987 : Résidence surveillée de Frédéric Compain
- 1987 : Grand Guignol de Jean Marbœuf
- 1987 : Last Song de Dennis Berry
- 1988 : Prisonnières de Charlotte Silvera
- 1988 : Notes pour Debussy - Lettre ouverte à Jean-Luc Godard de Jean-Patrick Lebel
- 1989 : Histoires d'Amérique de Chantal Akerman
- 1989 : Et la lumière fut d'Otar Iosseliani
- 1990 : L'Autrichienne de Pierre Granier-Deferre
- 1990 : S'en fout la mort de Claire Denis
- 1991 : Nuit et Jour de Chantal Akerman
- 1992 : Tableau d'honneur de Charles Némès
- 1992 : La Chasse aux papillons d'Otar Iosseliani
- 1993 : L'Œil écarlate de Dominique Roulet
- 1994 : Pas très catholique de Tonie Marshall

## Récompenses
- 1979 : César du meilleur son pour Molière[1]